# 名越隧道

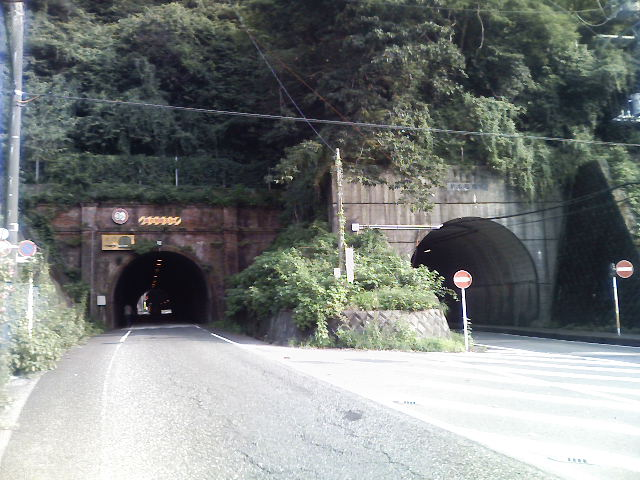
名越隧道（左）と新名越隧道、鎌倉側から撮影

名越隧道（なごえずいどう）は、神奈川県鎌倉市と逗子市の境にある、JR横須賀線と併走する神奈川県道311号鎌倉葉山線（旧国道134号線）上にあるトンネルである。付近には、この県道のトンネルが名越隧道を含め6本ある。本稿では、これらのトンネルについても解説する。
なお、名越トンネルは道路に並行するJR横須賀線の鉄道トンネルの名称である。

## 概要
上下線に別れ、さらに途中2か所が切れて地上部となっている。下り線は鎌倉市から逗子市方向へ、名越隧道・逗子隧道・小坪隧道、上り線は逆に逗子市から鎌倉市方向へ、新小坪隧道・新逗子隧道・新名越隧道と続いている。なお、名越隧道を除いた5本には歩道が設置されている。地理的には、逗子市側から順に、小坪隧道・新小坪隧道が逗子市内の久木4丁目-小坪1丁目間、逗子隧道・新逗子隧道が逗子市小坪7丁目、名越隧道・新名越隧道が小坪7丁目-鎌倉市大町5丁目間にある。トンネル上の尾根には、国の史跡に指定されている「名越切通」を含む旧名越路があり、トンネル群はその新道である。

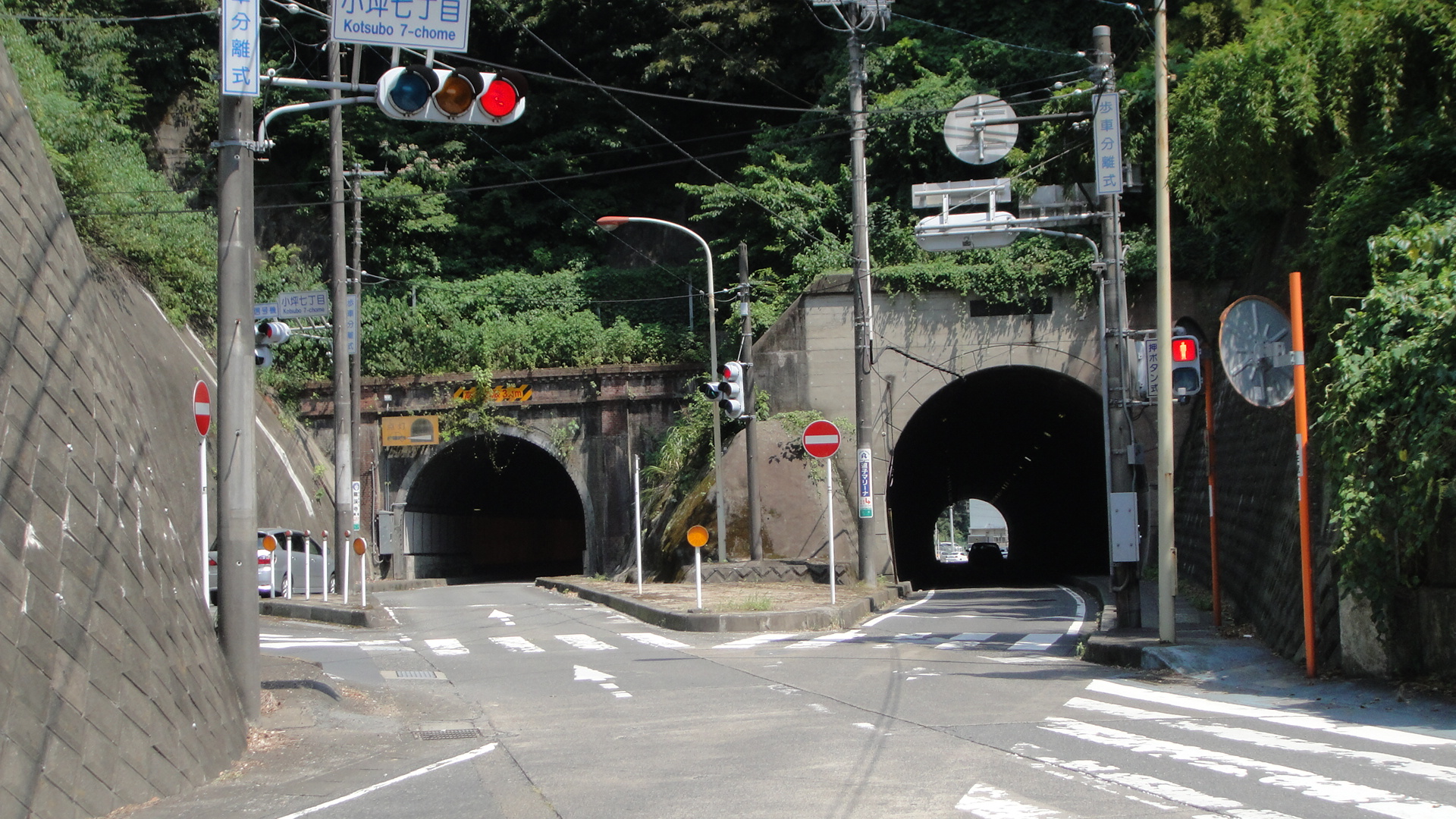
小坪七丁目交差点から見た小坪隧道（左）と新小坪隧道

もともとは現在下り線（鎌倉市から逗子市方向）専用に使われている名越隧道・小坪隧道の2つが1883年（明治16年）に竣工した。これらは、地元の民間有志によって開削されたものであり、また、三浦半島（浦賀道）に作られた最初のトンネルであるとされる。
古来、湘南・鎌倉方面から三浦半島に入るには山越えの細い道しかなく、荷物の輸送には適さなかった。1882年（明治15年）、新道を公的に建設して欲しい旨の陳情が出されたが許可されず、このため、当時の小坪村の高橋安行、久木村の松岡富道の2名が発起人となり、三浦半島各町村を巡って賛同者を募り、21村の64名から代表10名を選び「名越新道開鑿委員会」が発足した。工事は鎌倉大町（名越）側から始められ、名越隧道・小坪隧道の2つのトンネルを含む新道は、約半年の工事を経て完成した。
高橋・松岡の両名が集めた地元からの寄付金は総額で4002円88銭1厘であったが、実際の工費はそれを上回り、5199円74銭6厘であった。そこで松岡富蔵は自らが保有する田畑440アールを抵当に、三井銀行から1800円を借り受け、不足分に充てた。この持ち出し分を埋めるため、1886年（明治19年）3月から15か月間は、期間限定で「名越坂新道道銭」（なごえざかしんどうどうせん）として通行料を徴収した（人5厘、牛馬1銭、人力車2銭。警察官・郵便配達人・軍人・外国人は無料）。

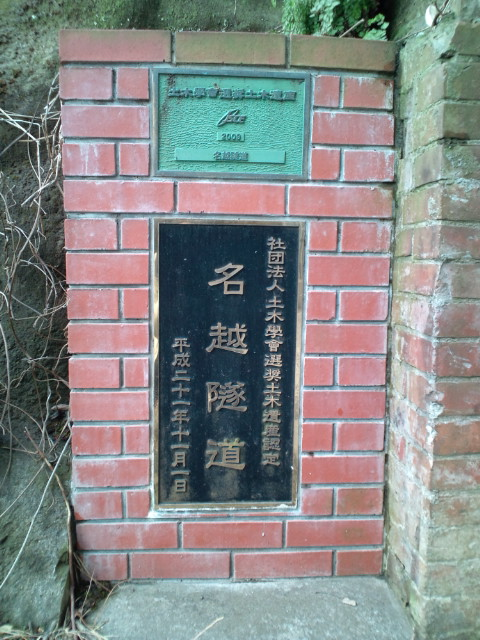
名越隧道、鎌倉側入口脇にある土木学会推奨土木遺産の銘板

工事期間から見て、名越隧道・小坪隧道の2つは、当初は素掘りのトンネルであったと考えられるが、その後、おそらく大正年間にレンガ積みのトンネルに改装された。現在、内壁は改修により覆われてしまったが、レンガ造りの入口のアーチ（ポータル）は残っている（ただし名越隧道の逗子側は改修工事によりコンクリートで延長され、レンガのポータルはわずかしか見えない）。この2つのトンネルは、土木学会による「日本の近代土木遺産」に選ばれ、ランクB（県指定文化財クラス）と評価されているほか、2009年には「土木学会選奨土木遺産」にも選定された。
当初はまだ中間の逗子隧道はなく、道路は尾根をU字型に迂回する形であった。U字の底に当たる地点から、小坪漁港方面に向かう分岐がある。昭和41年、中間の尾根を貫く逗子隧道が通され、また、交通量の増加に対応して、1971 - 1972年（昭和46、47年）頃に上り線専用トンネルが掘られ、旧3トンネルは下り線専用になり、現在の6つのトンネル群の形態となった。
地域間の重要な道路であるため、交通量は深夜でも多い。2000年頃には大規模な改修工事が行われた。

## 2つの小坪トンネル
上記の小坪トンネルとは、別のトンネルがもう一つある。それはもっと海寄りの、鎌倉市材木座と逗子市小坪間にある。正式名称もまったく同じ「小坪隧道」であり、さらに、これに海側に隣接する新道である国道134号線（湘南道路）のトンネルの「飯島トンネル」、および逗子マリーナ近くの「小坪海岸トンネル」と合わせて「小坪トンネル」と呼ばれることもある。これらが、本記事で記述する名越隧道群と混同される場合がある。
こちらは1913年（大正2年）に開通したものだが、なぜ同名が使われたのかははっきりしない。なお、トンネル鎌倉側入口には付近の光明寺によって近年立てられた「隧道工事殉職者慰霊碑」がある。

## 通行止め
2019年9月、令和元年房総半島台風（台風15号）の影響で小坪隧道の逗子市側ポータル上の急斜面で土砂崩れ、倒木があり、トンネル出口が遮られたため、鎌倉方面から逗子方面への通行止めがあった。通行止めは約2週間に及んだ。

## 交通
- JR横須賀線逗子駅または京急逗子線逗子・葉山駅より京浜急行バス[逗29系統]亀が岡団地循環に乗車、法性寺もしくは緑ヶ丘入口停留所下車。
- JR横須賀線・江ノ島電鉄鎌倉駅より京浜急行バス[鎌31系統]緑ヶ丘入口行きに乗車、名越坂もしくは緑ヶ丘入口停留所下車。